# 1876 w sztukach plastycznych
Wydarzenia w sztukach plastycznych i wizualnych w 1876 roku.

## Malarstwo

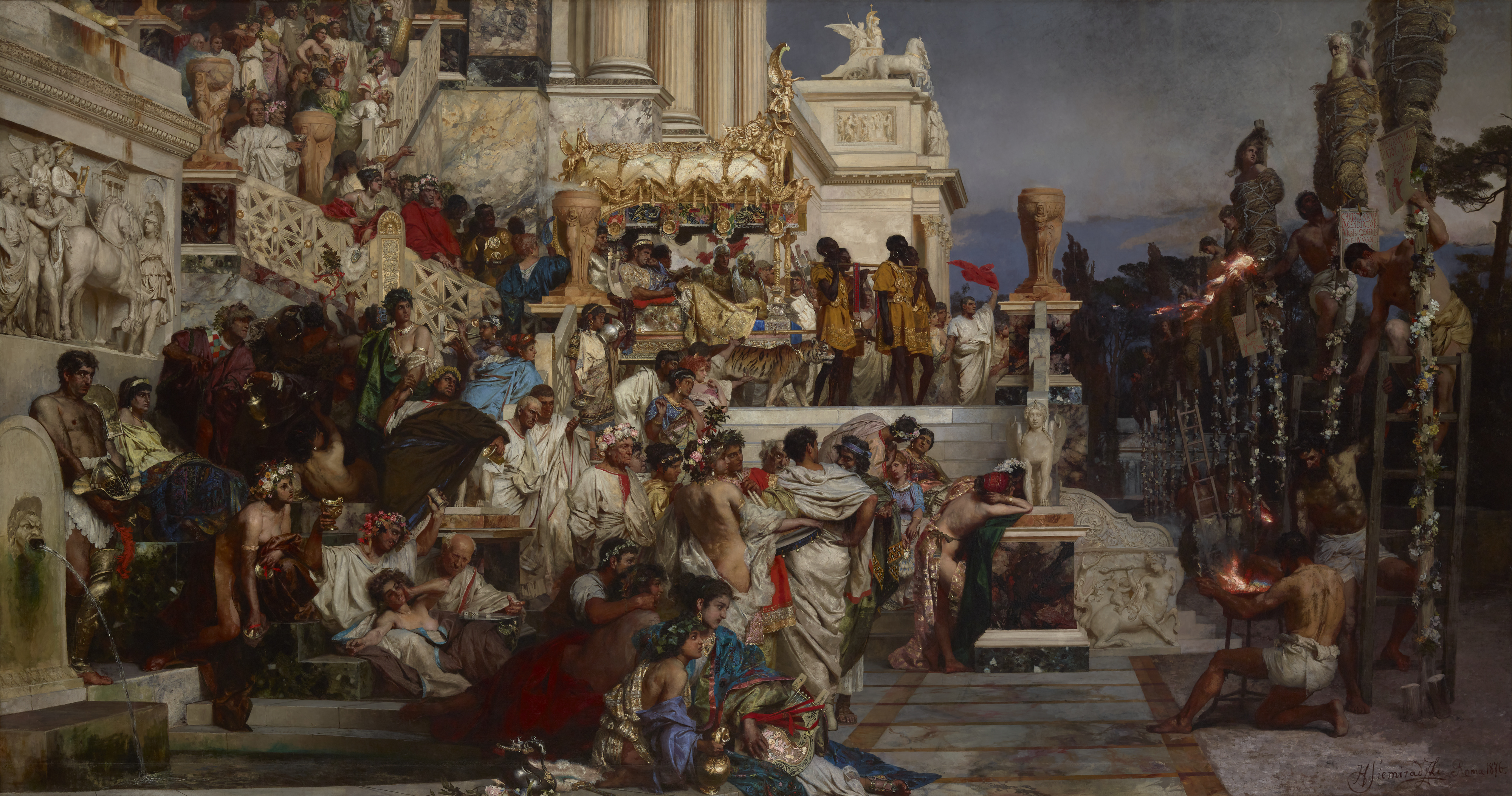
Henryk Siemiradzki Pochodnie Nerona

Auguste Renoir Bal w Moulin de la Galette

- Tadeusz Ajdukiewicz

Portret chłopca w fezie / Studium chłopca w fezie – olej na płótnie, 44x37,7 cm
- Józef Chełmoński

Noc księżycowa – olej na płótnie,132x186,5 cm.
Przed karczmą – olej na płótnie, 72x195 cm
- Adam Chmielowski

Ogród miłości – olej na płótnie, 88x168 cm
- Edgar Degas

Kobieta z parasolką
- Édouard Manet

Portret Stefana Mallarmé
- Gustave Moreau

Objawienie (1874-1876)
Taniec Salome przed Herodem
- Camille Pissarro

Żniwa
- Auguste Renoir

Akt kobiecy
Autoportret
Bal w Moulin de la Galette
Portret Victora Chocquet
- Henryk Siemiradzki

Pochodnie Nerona – olej na płótnie, 385×704 cm, w zbiorach Muzeum Narodowego w Krakowie
- Alfred Sisley

Powódź w Port Marly
Sekwana w Bougival
- opublikowano pierwszą część Albumu Fotografii z Obrazów Malarzy Polskich

## Urodzili się
- 5 listopada - Raymond Duchamp-Villon (zm. 1918), francuski rzeźbiarz

## Zmarli
- 26 sierpnia - Eugène Fromentin (ur. 1820), francuski malarz, krytyk sztuki i pisarz
- 21 października - Uroš Knežević (ur. 1811), serbski malarz